# Живко Јевтић
Живко Јевтић (Багрдан, 9. октобар 1888 — Багрдан, 28. април 1980) био је српски песник и књижевник који је стварао у периоду између два светска рата. Представник је српске метафизичке лирике.

## Биографија
Живко Јевтић је рођен 1898. године у селу Багрдан код Јагодине у кући Љубе Јевтића, у породици сељачкој и трговачкој која је пословала са Бечом и Пештом и доста улагала у школовање Живково. На Филозофском факултету у Београду на групи за југословенску књижевност дипломирао је 1922. године након чега је постављен за суплента крушевачке реалке. У неколико наврата је обављао посао професорског помоћника, а крајем 1923. године напушта Гимназију у Крушевцу и одлази у Ницу, а затим у Париз где похађа Сорбону и на извору се упознаје са најновијим књижевним струјама.
Професорски рад Живка Јевтића често је био прекидан одсуствима, отказима, али је неоспорно оставио дубоки траг у књижевном животу. Док је живео у Крушевцу, покренуто је неколико књижевних часописа Ђачки гласник, Круг и Вентура и ту је Живко Јевтић објављивао своје песме, текстове, писао уводнике, позоришне приказе, прилоге поезији...
Своју прву звирку песама Самосвести Јевтић је објавио у Крушевцу 1928. године, као и другу књигу поезије под називом Постојање (1932). Присност је насловни есеј из последње објављене Јевтићеве књиге Приповетке која је штампана у параћинској штампарији Жикишон, а на корицама књиге стоји Багрдан, 1938. године. Живко Јевтић је објављивао своје радове у Књижевном северу (шеснаест текстова, десет песама, три песме у прози, један чланак о позоришту, једну критику и једну аутобиографску белешку). У Мисли је објављено девет песама, а у Српском књижевном гласнику две песме. Са две песме, Сима Пандуровић га је уврстио у Антологију најновије лирике 1926. године.
У крушевачку Гимназију као професор се враћа 1926. године, ради као предавач, једно време као школски књижничар, а 1930. године је унапређен у професора трећег степена. Радно ангажовање Живка Јевтића трајало је до 1934. године када је оболео од меланхолије и тада се потпуно повукао из јавног живота. До краја живота није престао да пише, али је нерадо своје рукописе давао на увид другима, нити их је било где објављивао.  Вратио се у своје родно село, у Багрдан где је живео све до своје смрти, 28. априла 1980. године.
У знак поштовања и сећања на Живка Јевтића, месна, сеоска библиотека у Багрдану додала је свом називу његово име и сваке године, крајем априла организује манифестацију Живково пролеће афирмишући, пре свега, литерарно стваралашто младих. Шеснаест година након смрти давно већ заборављеног Живка Јевтића, појављује се књига Самосвести; Постојање; Присност у издању библиотека у Јагодини и Крушевцу (1996. године). Иницијатор за објављивање ове књиге био је др Радомир Батуран који је из Плејаде мртвих песника реафирмисао Живка Јевтића.